# Otto Timmermann

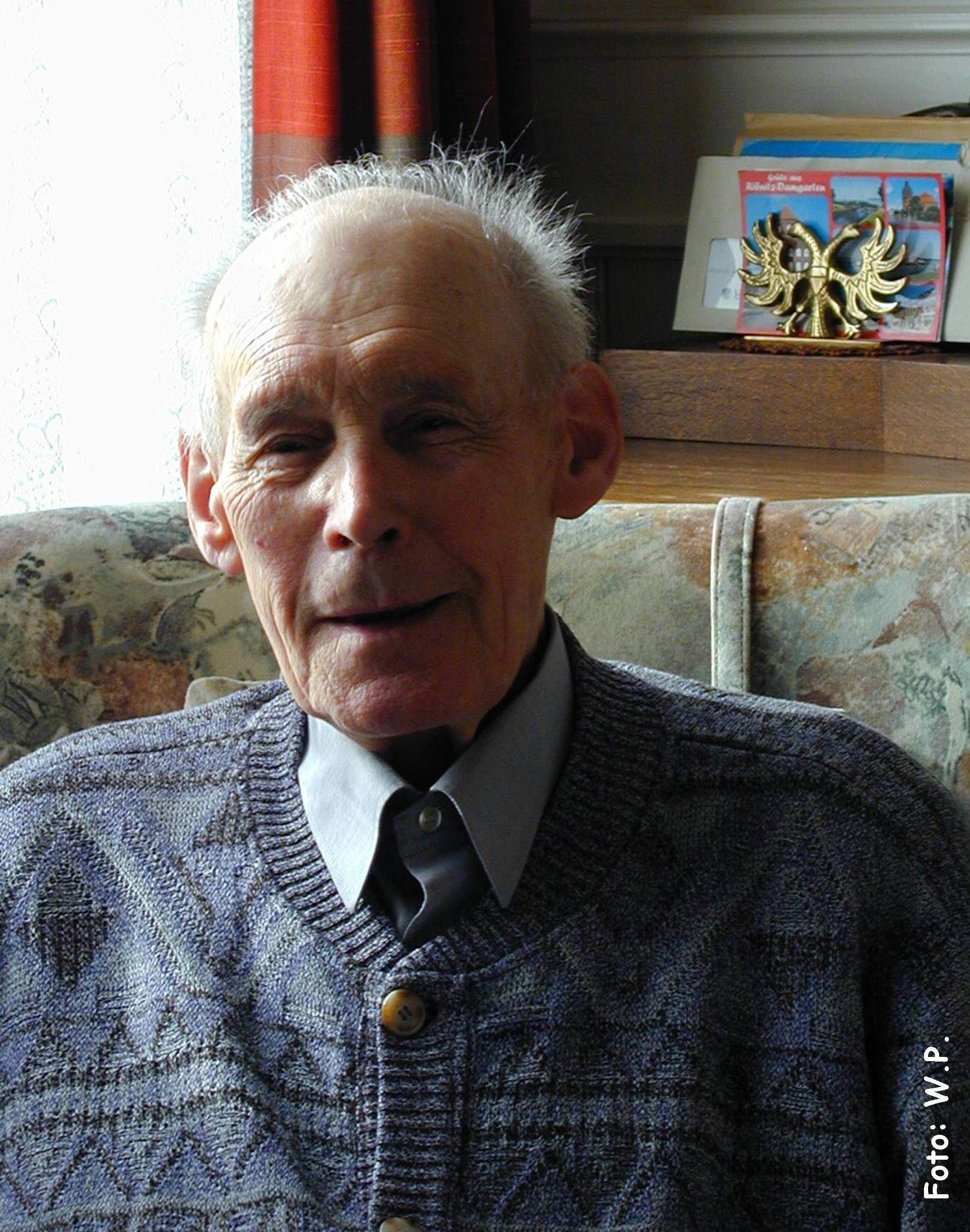
Otto Timmermann (2003)

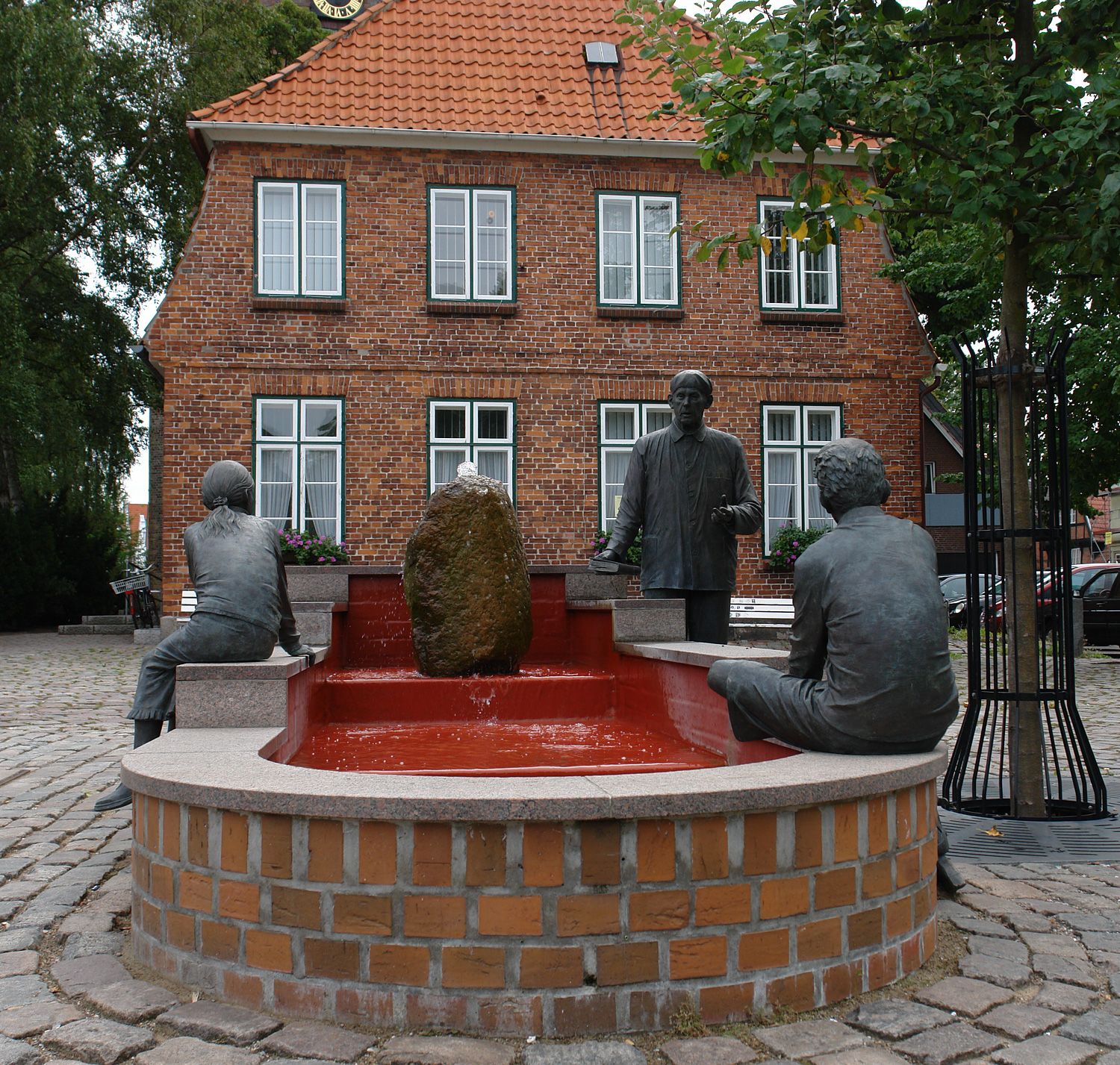
Timmermann-Brunnen

Otto Timmermann (* 19. November 1916 in Travemünde; † 24. April 2008) war Küster, Mundart-Dichter und Erzähler Travemündes. Er galt als Original.

## Leben
Timmermann wurde 1916 in seinem Elternhaus in der Kurgartenstraße 49 geboren, in dem er bis zu seinem Tod 2008 lebte. Nach seiner Schulzeit war er Helfer in einer Gärtnerei und Hausdiener auf „Hermannshöhe“, einem Lokal am Brodtener Ufer. Es folgten der Arbeitsdienst, die Militärausbildung in Rendsburg, der Kriegseinsatz in Hamburg, Halberstadt und zuletzt an der Oder. Nach Verwundung und Lazarettaufenthalt war er als Küster an der evangelischen St. Lorenz-Kirche in Travemünde tätig – bis zum Silvesterläuten 1978.
Otto Timmermann hatte mit seiner Frau einen Sohn. Er starb 91-jährig im April 2008.

## Ehrung und Bücher
Auf dem alten Marktplatz in Travemünde wurde 2002 der Timmermann-Brunnen eingeweiht. Die Bronze-Figur Otto Timmermann mit einem Buch in der Hand und auf dem Brunnenrand zwei Kinder, die seinen Geschichten lauschen. Der Brunnen vor der alten Schmiede – dem heutigen Gemeindehaus der St. Lorenz-Kirche – stellt eine Pferdetränke dar.
Timmermanns Geschichten, die er zum Teil von seiner Großmutter und seinem Vater überliefert bekam, sind im Eigenverlag Gemeinnütziger Verein Travemünde (GVT) in drei Büchern erschienen: „Otto Timmermann vertellt“, „Otto Timmermann erinnert sich“ und „Otto Timmermann – Den Kopf voller Gedanken...“. Sie sind zum Teil „op Platt“, zum Teil in Hochdeutsch geschrieben. Otto Timmermann und Herausgeber Wolfgang Prühs haben den Erlös ausschließlich für karitative und soziale Zwecke gespendet.
Otto Timmermann war Ehrenmitglied im Gemeinnützigen Verein zu Travemünde, dessen erster Bürgerpreisträger er 1990 wurde.